# Залізничний транспорт Чорногорії

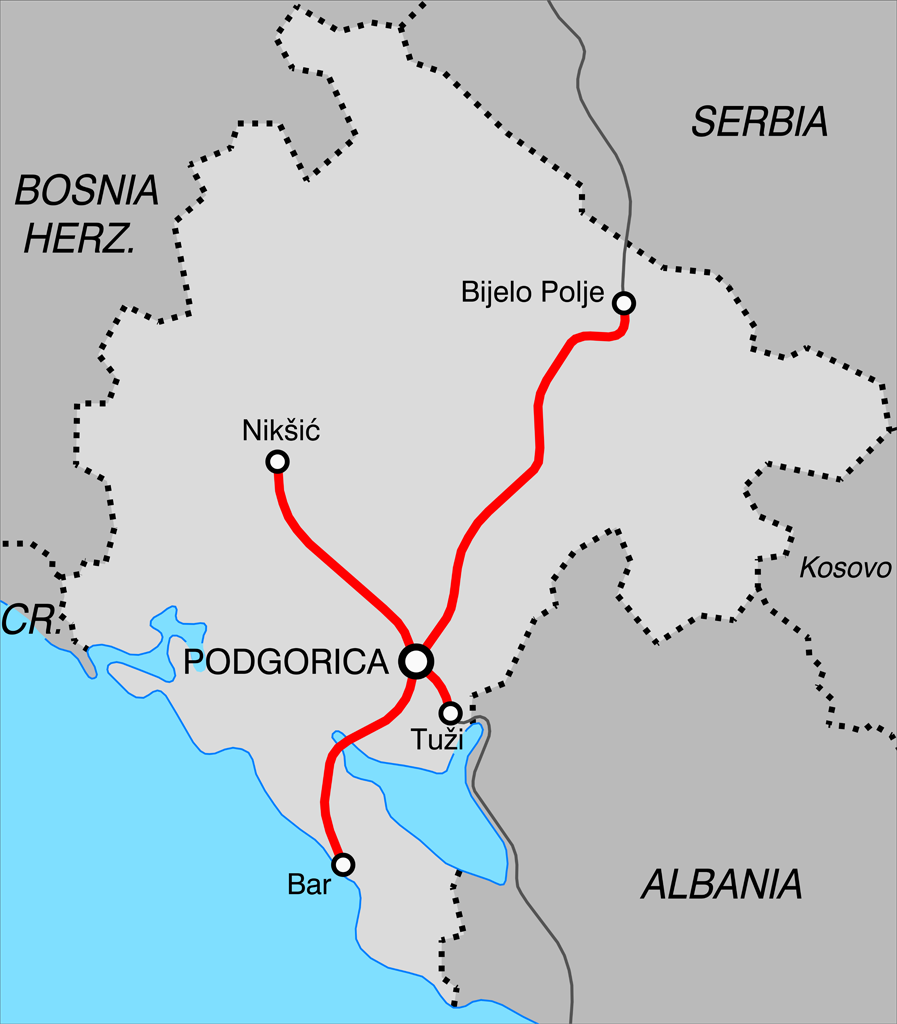
Map

Залізничний транспорт — один з видів транспорту  Чорногорії. Загальна протяжність мережі складає 250 км (в тому числі 162 км електрифіковано). Ширина колії- стандартна (1435 мм). На мережі залізниць Чорногорії є 121 тунель, загальною протяжністю майже 58 км.

## Історія
Першою залізничною лінією на території, яка сьогодні належить Чорногорії, була вузькоколійка (Ширина колії- 760 мм). Ця залізнична лінія - вузькоколійна залізниця, яка відкрилася в 1901 році ,була побудована Австро-Угорщиною, яка на той час контролювала Которську затоку.

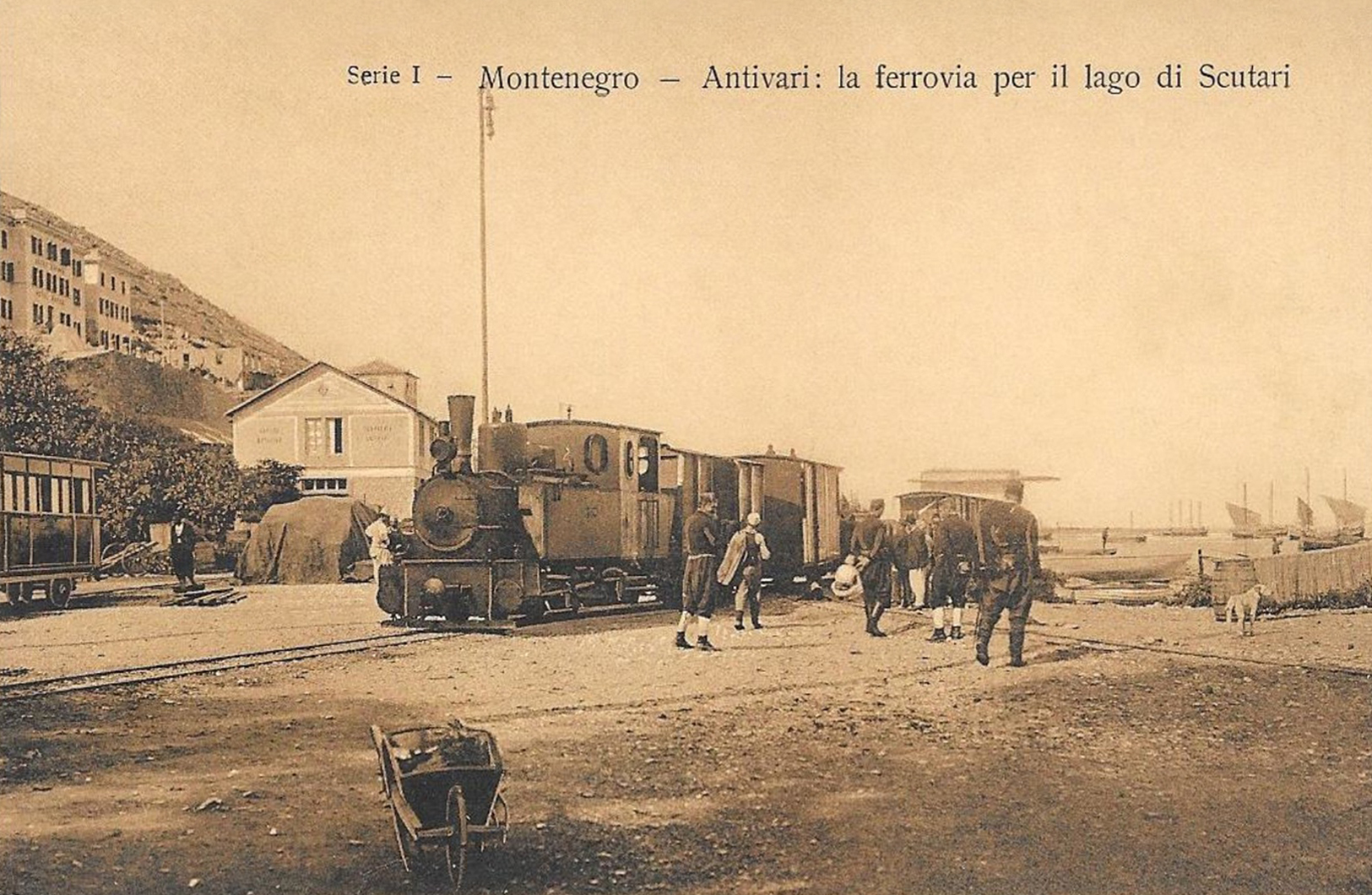
Station Bar and the railway to Virpazar in around 1910

Роботи на першій чорногорській залізниці «Бар - Вірпазар», розпочалися в 1905 р. Це була вузькоколійка (ширина колії - 750mm), довжиною 43,3 км, яка відкрилася в 1908 році. Розширення цієї лінії від Вірпазару до Цетинє було заплановано, але так і не відбулось через відсутність фінансування та початок Першої світової війни. Ця історична  гірська залізниця подолала 670 м підйому 18 км  на гору Суторман. Незважаючи на крутий градієнт, залізниця не використовувала рейкові технології завдяки інноваційному дизайну маршрутів, впровадженому італійськими інженерами. Робоча швидкість на лінії склала 18  км/год для пасажирських перевезень та 12 км/год для руху вантажів. У 2008 році на 100-ту річницю відкриття лінії та одночасно з річницею Чорногорської залізниці  планувалося перевести паровоз з Подгорицького залізничного вокзалу до Вірпазару. Цей локомотив, який діяв на лінії, повинен стати частиною "Чорногорського залізничного музею" у Вірпазарі, який через брак коштів так і не відкрили.  Залізнична мережа Чорногорії розширилася в період  Королівства Югославії. У 1927 році була відкрита лінія Подгориця - Плавниця (ширина колії - 600 мм), а потім лінія Білеча - Никшич. У той час залізнична мережа Чорногорії мала довжину 143 км, а ширину колії - 760 мм. Однак залізнична мережа не була інтегрована. Транспорт мало використовувався для вантажних перевезень між Баром та Подгорицею, оскільки вантажі перевозили залізницею з Бару до Вірпазару, потім переправляли через  озеро Скадар  до Плавниці, а потім знову залізничним транспортом до Подгориці. Таким чином, залізнична мережа в Чорногорії була недостатньо розвиненою та неорганізованою до Другої світової війни.
Після Другої світової війни залізнична лінія «Подгориця - Никшич» була завершена (1948 р.) з шириною колії - 760 мм.
Першим справжнім просуванням до модернізації залізничної мережі став початок будівництва Чорногорської ділянки залізниці «Белград - Бар». Перший відрізок від Бару до Подгориці був завершений у 1959 році, і це була перша ділянка  стандартної колії залізниці в Чорногорії. Одночасно були виведені з експлуатації вузькоколійні лінії «Подгориця - Плавниця» та «Бар - Вірпазар».
У 1965 році відрізок «Подгориця - Никшич» був модернізований до стандартної колії, що дозволило стандартизувати весь зв'язок від Бару до Никшича через Подгорицю. Відрізок від Никшича до Білечі був знятий з експлуатації, як і  лінія «Габела - Зеленика». Чорногорська ділянка колосального проєкту  «Белград-Барська залізниця» (від Бару до Врбниці, кордону з Сербією) була завершена у 1976 році. Вона  з'єднала Бар та Подгорицю з північною Чорногорією, Сербією та європейською залізничною мережею. На той час довжина залізничної мережі Чорногорії становила 225 км  з переходом на стандартну колію.
Останнім доповненням до чорногорських залізниць була залізниця «Подгориця — Шкодер», яка відкрилася в 1986 р. Це була лише вантажна лінія з моменту її відкриття.

## Сучасність
У 2012 році залізниця «Подгориця-Никшич» була відкрита для пасажирських перевезень після двадцятирічної відсутності. Лінія була модернізована та електрифікована.
Станом на 2019 рік вдалося модернізувати північну частину залізниці «Белград-Бар» між станціями Бієло Полєм та Требесіце та всередині тунелю Созіна.
Основна лінія йде з Белграду (Сербія), через Бієло-Полє і Подгорицю, в Бар (лінія «Белград — Бар»). З цієї лінії здійснюється регулярне пасажирське сполучення. Діють також вантажні гілки «Подгориця — Никшич» (пасажирський рух припинено в 1992 році й станом на 2013 рік відновлено) і «Подгориця — Шкодер (Албанія)».
Залізниця грає далеко не головну роль у транспортній системі Чорногорії й досить слабо задіяна в пасажирських перевезеннях.